# Acrilamida
A acrilamida ou propenamida é a amida derivada do ácido acrílico ao se substituir o -OH da carboxila pelo -NH2. Sua fórmula química é C3H5NO. Seu polímero é a poliacrilamida.
Acrilamida pode ser produzida via direta por catalise da acrilonitrila em água desmineralizada em presença de cobre metálico e temperatura, modificando diretamente radical ciano para radical amida assim obtendo monómero de acrilamida.
Também pode obter acrilamida na forma sólida através de processos de sublimação e resfriamento para cristalização e purificação.

## Usos

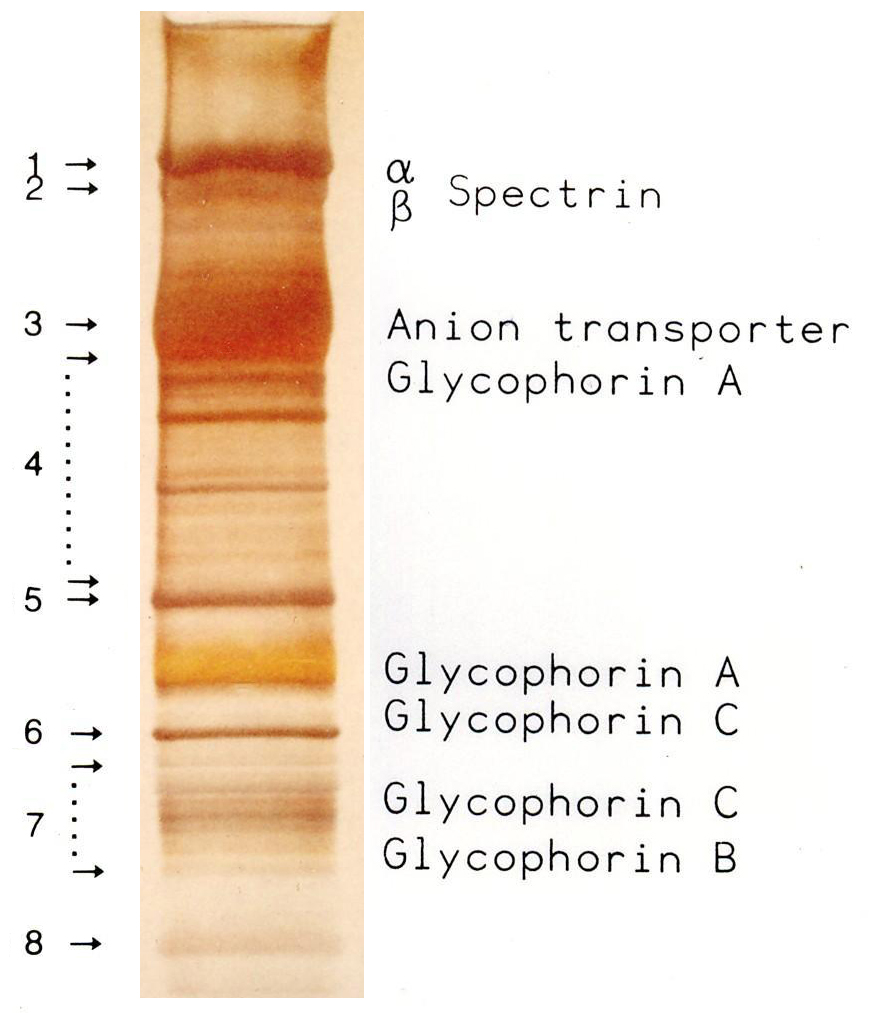
Proteínas da membrana RBC

A acrilamida é um monómero intermediário da produção e síntese de polímeros de alto peso molecular, devido maioritariamente às suas propriedades enquanto agentes floculantes. Estes polímeros solúveis em água apresentam numerosas aplicações ao nível industrial, nomeadamente enquanto aditivos no tratamento de águas residuais, exploração de minérios, recuperação petrolífera, produção de papel, indústria de cosméticos, fábrica de tintas e de têxteis. Também é comum a utilização destes polímeros enquanto géis de eletroforese para separação de proteínas.
Este monômero tornou-se um composto amplamente sintetizado a nível industrial devido à facilidade da sua síntese, custo reduzido e possibilidade de obtenção de polímeros estáveis.

## Vias de exposição
As principais vias de exposição humana à acrilamida são a ingestão, a inalação, absorção cutânea e o contato com olhos/pele.

## Grupos de risco[2]
Os indivíduos mais potencialmente expostos são:
- Fetos e lactentes;
- Crianças;
- Fumadores ativos e passivos;
- Trabalhadores de certas indústrias: trabalhadores do setor de papel e celulose, construção, fundição, perfuração de poços de petróleo, têxteis, cosméticos, processamento de alimentos, plásticos, entre outros;
- Indivíduos com doenças na pele, nos olhos, no sistema respiratório e no sistema nervoso central ou periférico.

## Orgãos alvo[2]
- Olho;
- Pele;
- Pulmões;
- SNC e SNP;
- Sistema reprodutor masculino;
- Sistema reprodutor feminino.

## Efeitos tóxicos[2]
Os efeitos tóxicos mais comuns associados a exposição aguda são:
- Irritação da pele: formigueiro, bolhas, descamação;
- Tosse e dor de garganta após inalação;
- Dor abdominal após ingestão;
- Irritação e ardor dos olhos após contacto.
- Encefalopatia (pode ocorrer em intoxicações agudas graves).

O efeitos tóxicos associados a exposição crónica são predominantemente sensório-motores:
- Confusão;
- Alucinações;
- Tonturas;
- Perda de memória;
- Perda sensorial;
- Perda de reflexos;
- Parestesias;
- Fraqueza;
- Fala arrastada;
- Tremores;
- Atrofia muscular;
- Ataxia;
- Nistagmo;
- Paralisia.

### Primeiros Socorros
Descrição das medidas de primeiros-socorros
- Depois de inalar: Exposição ao ar fresco. Chamar um médico.
- No caso dum contacto com a pele: Retire imediatamente toda a roupa contaminada. Enxaguar a

pele com água e tomar banho de chuveiro. Consultar um médico.
- Após contacto com os olhos: Enxaguar abundantemente com água. Consultar um

oftalmologista. Remova as lentes de contato.
- Se ingerido: dar água a beber (dois copos no máximo). Consultar um médico imediatamente.

Apenas em casos excepcionais , se o cuidado médico não estiver disponível numa hora, induzir
o vómito (apenas em pessoas que estejam bem acordadas e conscientes), administrar carvão
activado (20 - 40 g numa pasta a 10% ) e consultar o médico assim que possível.
```
*Indicação da atenção médica imediata e do tratamento especial necessário
```

Laxante: Sulfato de sódio (1 colha de sopa / 1/4 litro de água).